# Драговищица (Софийска област)
 За другото българско село вижте Драговищица (Област Кюстендил).  
Драговищица е село в Западна България. То се намира в Община Костинброд, Софийска област.

## География
Днешната Драговищица е село, което някога е представлявало две махали – Драговищица и Батковци. В 1951 година Батковци е слято с Драговищица. През селото минава река Крива. Селото претърпява сериозно развитие през 70 – 80 те години на миналия век. Построено е основно училище с 10 класни стаи, физкултурен салон, помещения по трудово обучение. През 80-те години е завършена сградата на читалището в селото състояща се от салон, репетиционни зали, съблекални, библиотека, мултимедийна зала, прожекционна.

## Климат
Влажен субтропичен (Cfa)

## История
Църквата „Свети Никола“ е изписана от Михаил и Христо Благоеви, които оставят надпис „Из руки Михаил Зограф Благоев из Дебърско окружие село Тресонче 1884 г. месец април ден 2-рий“. Стенописите се отличават с лекота на изпълнението и своеобразния си колорит.
При избухването на Балканската война в 1912 година един човек от Батковци е доброволец в Македоно-одринското опълчение.

## Личности
Родени в Драговищица и Батковци
- Йосиф Евстатиев (1893 – ?), македоно-одрински опълченец, 1 рота на 4 битолска дружина, ранен в Междусъюзническата война на 17 юни 1913 година, носител на орден „За храброст“ IV степен
- Димчо Димов (1944 – 2017) – български футболист.
- Янко Найденов, български революционер от ВМОРО, четник на Кръстьо Българията[5]

## Културни и природни забележителности
- Кметство;
- Основно училище „Отец Паисий“;
- Народно читалище „Георги Раковски“;
- Целодневна детска градина „Детелина“.

- Кметството
- Пощенският клон в сградата на кметството
- Читалище „Георги Раковски“
- Църква „Свети Николай“
- Паметник на загиналите през войните жители на селото
- Останки от римски сгради, изложени в центъра
- Детска градина „Детелина“

## Редовни събития
- Събор на селото – провежда се ежегодно на 9 май.

## Спорт
- ФК „Спортист“ (Драговищица)